# Ronny Johnsen
Jean Ronny Johnsen (Stokke, 1969. június 10. –) norvég válogatott labdarúgó.

## Pályafutása

### A válogatottban
Ronny Johnsen 62 mérkőzésen játszott a norvég válogatottban, és három gólt szerzett. Részt vett az 1998-as világbajnokságon.

## Sikerei, díjai

### Klubcsapatokkal
Manchester United
- Premier League (3): 1996–97, 1998–99, 2000–01
- FA-kupa (1): 1998–99
- Angol szuperkupa (2): 1996, 1997
- UEFA-bajnokok ligája (1): 1998–99

Vålerenga
- Norvég bajnokság (1): 2005
- Norvég kupa (1): 2008